# Vrba
Vrba (cirill betűkkel Врба) település Szerbiában, a Raškai körzet Tutini községében.

## Népesség
- 1948-ban 150 lakosa volt.
- 1953-ban 179 lakosa volt.
- 1961-ben 189 lakosa volt.
- 1971-ben 170 lakosa volt.
- 1981-ben 194 lakosa volt.
- 1991-ben 237 lakosa volt.
- 2002-ben 196 lakosa volt, akik közül 194 bosnyák (98,97%), 1 muzulmán és 1 ismeretlen.